# Ciclismo ai Giochi della XXIX Olimpiade - Americana
La gara di americana dei Giochi della XXIX Olimpiade fu corsa il 19 agosto al Laoshan Velodrome. La medaglia d'oro fu vinta dagli argentini britannico Juan Curuchet e Walter Pérez.
Vide la partecipazione di 16 squadre, di 2 ciclisti ciascuna. La prova consisteva nell'effettuare 200 giri di pista (50 km), effettuando 20 sprint (uno ogni 10 giri). A ogni sprint venivano assegnati 5 punti al primo, 3 al secondo, 2 al terzo e 1 al quarto classificato. Ulteriori punti potevano essere guadagnati doppiando il gruppo; in questo caso i ciclisti guadagnavano 20 punti. Al contrario, se i ciclisti venivano doppiati dal gruppo, ne perdevano 20.

## Risultati
| Pos. | Squadra       | Atleti                             | Punti | Note    |
| ---- | ------------- | ---------------------------------- | ----- | ------- |
| 1    | Argentina     | Juan Curuchet Walter Pérez         | 8     |         |
| 2    | Spagna        | Joan Llaneras Antonio Tauler       | 7     |         |
| 3    | Russia        | Michail Ignat'ev Aleksej Markov    | 6     |         |
| 4    | Belgio        | Iljo Keisse Kenny De Ketele        | 17    | -1 giro |
| 5    | Germania      | Roger Kluge Olaf Pollack           | 15    | -1 giro |
| 6    | Danimarca     | Michael Mørkøv Alex Rasmussen      | 14    | -1 giro |
| 7    | Francia       | Matthieu Ladagnous Jérôme Neuville | 12    | -1 giro |
| 8    | Paesi Bassi   | Jens Mouris Peter Schep            | 6     | -1 giro |
| 9    | Regno Unito   | Mark Cavendish Bradley Wiggins     | 6     | -1 giro |
| 10   | Nuova Zelanda | Greg Henderson Hayden Roulston     | 5     | -1 giro |
| 11   | Svizzera      | Franco Marvulli Bruno Risi         | 3     | -1 giro |
| 12   | Canada        | Zachary Bell Martin Gilbert        | 5     | -3 giri |
| 13   | Rep. Ceca     | Milan Kadlec Alois Kaňkovský       | 3     | -3 giri |
| 14   | Italia        | Angelo Ciccone Fabio Masotti       | 0     | -3 giri |
| 15   | Ucraina       | Ljubomyr Polatajko Volodymyr Rybin | 0     | -3 giri |
| 16   | Stati Uniti   | Michael Friedman Bobby Lea         | 3     | -4 giri |